# Данска на Светском првенству у атлетици на отвореном 2013.
Данска је учествовала на Светском првенству у атлетици на отвореном 2013. одржаном у Москви од 10. до 18. августа четрнаести пут, односно на свим првенствима до данас. Репрезентација Данске је имала двојицу атлетичара, који су се такмичили у две дисциплине.
На овом првенству атлетичари Данске нису освојили ниједну медаљу, нити је оборен неки од рекорда.

## Учесници
Мушкарци:
- Ник Екелунд-Аренандер — 400 м
- Андерс Мелер — Скок мотком

## Резултати

### Мушкарци
| Атлетичар             | Дисциплина  | Лични рекорд | Квалификације | Квалификације | Полуфинале | Полуфинале | Финале                | Финале        | Детаљи |
| Атлетичар             | Дисциплина  | Лични рекорд | Резултат      | Место         | Резултат   | Место      | Резултат              | Место         | Детаљи |
| --------------------- | ----------- | ------------ | ------------- | ------------- | ---------- | ---------- | --------------------- | ------------- | ------ |
| Ник Екелунд-Аренандер | 400 м       | 45,50 НР     | 45,81 КВ      | 4 у гр. 1     | 45,89      | 6 у пф. 1  | Нису се квалификовали | =18 / 24      |        |
| Расмус Јергенсен      | Скок мотком | 5,65         | 5,25          | 18 у др. А    |            |            | Нису се квалификовали | =31 / 33 (40) |        |